# Campeonato Mundial de Esgrima de 1965
O Campeonato Mundial de Esgrima de 1965 foi a 33ª edição do torneio organizado pela Federação Internacional de Esgrima (FIE) entre 1 de julho a 12 de julho de 1965. O evento foi realizado em Paris, França. 

## Resultados
Os resultados foram os seguintes. 
Masculino
| Evento             | Ouro                                                                                               | Prata | Bronze                                                                                                 |
| Espada individual  | Hungria · Zoltán Nemere                                                                            | Reino Unido · Bill Hoskyns                                                                                | União Soviética · Guram Kostava                                                                        |
| Espada por equipe  | França · Yves Boissier · Jacques Brodin · Claude Bourquard · Yves Dreyfus · Jacques Guittet        | Reino Unido · Nicholas Halsted · Henry Hoskyns · Peter Jacobs · Allan Jay · John Pelling                  | União Soviética · Vladímir Donin · Bruno Jabárov · Guram Kostava · Grigori Kriss · Alekséi Nikanchikov |
| Florete individual | França · Jean-Claude Magnan                                                                        | França · Daniel Revenu                                                                                    | União Soviética · German Sveshnikov                                                                    |
| Florete por equipe | União Soviética · Mark Midler · Guerman Sveshnikov · Yuri Rudov · Viktor Putiatin · Yuri Sisikin   | Polónia · Witold Woyda · Ryszard Kunze · Janusz Różycki · Adam Lisewski · Zbigniew Skrudlik               | França · Jean-Claude Magnan · Jacques Courtillat · Daniel Revenu · Pierre Rodocanachi · Christian Noël |
| Sabre individual   | Polónia · Jerzy Pawłowski                                                                          | Hungria · Miklós Meszéna                                                                                  | Hungria · Zoltán Horváth                                                                               |
| Sabre por equipe   | União Soviética · Umiar Mavlijanov · Mark Rakita · Nugzar Asatiani · Yakov Rylski · Borís Mélnikov | Itália · Giampaolo Calanchini · Wladimiro Calarese · Pierluigi Chicca · Paolo Narduzzi · Cesare Salvadori | França · Claude Arabo · Robert Fraisse · Jacques Lefèvre · Marcel Parent · Jean Ramez                  |

Feminino
| Evento             | Ouro | ' Prata                                                                            | Bronze |
| Florete individual | União Soviética · Galina Gorokhova                                                                                        | Roménia · Olga Szabó-Orbán                                                         | União Soviética · Valentina Prudskova                                                                      |
| Florete por equipe | União Soviética · Galina Gorojova · Valentina Prudskova · Valentina Rastvorova · Nadezhda Kondratieva · Tatiana Samusenko | Roménia · Ileana Drîmbă · Ecaterina Stahl · Olga Szabó · Suzana Tasi · Maria Vicol | Itália · Bruna Colombetti · Maria Angela Fissone · Giulia Lorenzoni · Giovanna Masciotta · Antonella Ragno |

## Quadro de medalhas
País sede
| Ordem | País            | Medalha de ouro | Medalha de prata | Medalha de bronze |    |
| ----- | --------------- | --------------- | ---------------- | ----------------- | -- |
| 1     | União Soviética | 4               |                  | 4                 | 8  |
| 2     | França          | 2               | 1                | 2                 | 5  |
| 3     | Hungria         | 1               | 1                | 1                 | 3  |
| 4     | Polónia         | 1               | 1                |                   | 2  |
| 5     | Grã-Bretanha    |                 | 2                |                   | 2  |
|       | Roménia         |                 | 2                |                   | 2  |
| 7     | Itália          |                 | 1                | 1                 | 2  |
| TOTAL | TOTAL           | 8               | 8                | 8                 | 24 |